# 葉山さゆり
葉山 さゆり（はやま さゆり、1990年11月23日 - ）は、日本のAV女優。HRSエンターテインメント所属。

## 略歴
2023年5月、マドンナの専属女優としてAVデビュー。

## 作品

### アダルトDVD
2023年
- 原石 Madonna超大型新人 葉山さゆり 32歳 AV DEBUT 不倫経験ゼロの人妻が、不貞色に輝く裏切りの3日間。（5月9日、マドンナ）
- Madonna超大型新人 原石妻《第2章》初ドラマ作品!! 夫よりも義父を愛して…。（6月13日、マドンナ）
- Madonna超大型新人 原石妻≪第3章≫初NTR!! クレーム対応NTR 取引先のセクハラ部長と妻の【閲覧注意】寝取られ話 背徳に濡れる濃密3本番!!（7月11日、マドンナ）
- マドンナ原石妻 中出し解禁!! 妻には口が裂けても言えません、義母さんを孕ませてしまったなんて…。 ―1泊2日の温泉旅行で、我を忘れて中出ししまくった僕。―（8月8日、マドンナ）
- 取引先の傲慢社長に中出しされ続けた出張接待。 専属美女、イイ女のスーツ『美』―。（9月12日、マドンナ）
- ヌードモデルNTR 上司と羞恥に溺れた妻の衝撃的浮気映像（10月10日、マドンナ）
- 妻の妊娠中、オナニーすらも禁じられた僕は上京してきた義母・さゆりさんに何度も種付けSEXをしてしまった…。（11月14日、マドンナ）
- 新婚旅行先で人妻に這い寄る指先…。 いいなりリゾートエステ調教（12月12日、マドンナ）

### ネット配信限定
- 配信限定 マドンナ専属女優の『リアル』解禁。 MADOOOON!!!! 葉山さゆり ハメ撮り（2023年11月7日、マドンナ）